# Mycetophila quadrimaculata
Mycetophila quadrimaculata är en tvåvingeart som först beskrevs av Bukowski 1934.  Mycetophila quadrimaculata ingår i släktet Mycetophila och familjen svampmyggor. Inga underarter finns listade i Catalogue of Life.